# Three Rivers Stadium
O Three Rivers Stadium foi um estádio multiuso localizado em Pittsburgh, Pensilvânia. Foi a casa, durante 30 anos (1970-2000), do time de beisebol Pittsburgh Pirates (MLB) e do time de futebol americano Pittsburgh Steelers (NFL).
O nome do estádio se deve à união dos rios Monongahela e Allegheny, que originam o Rio Ohio. O estádio ficava no lado norte da confluência.
Tinha capacidade para 47.971 torcedores em jogos de beisebol e de 59.000 torcedores para jogos de futebol americano.

## História
Inaugurado em 16 de julho de 1970, além de receber os Pirates e os Steelers, recebeu shows, corridas estilo Monster Truck, competições de luta livre e Cruzadas evangélicas do Pastor Billy Graham. Esse conceito foi inspirado no Astrodome, estádio do Houston Astros construído na década de 1960. No caso do Astrodome, o estádio era coberto e climatizado, mas a ideia de centralizar em uma construção redonda vários tipos de esportes e competições foi atraente o bastante para outros times. Além dos Pirates, St. Louis Cardinals, Philadelphia Phillies e Cincinnati Reds construíram estádios com esse conceito.
Recebeu as Séries Mundiais de 1971 e de 1979 e o Jogo das estrelas da MLB de 1974 e 1994. Apesar de nunca ter recebido um Super Bowl, os Steelers dominaram os anos 70, vencendo em 1974 (IX), 1975 (X), 1978 (XIII) e 1979 (XIV).

### Demolição
O estádio foi demolido em 11 de Fevereiro de 2001, sob os olhares de mais de 25 mil pessoas, com os Pirates se mudando para o PNC Park, enquanto os Steelers mudaram-se para o Heinz Field, os dois novos estádios se localizam próximos ao local do Three Rivers Stadium.